# جيك ويري
جيك ويري (بالإنجليزية: Jake Weary)‏ هو موسيقي ومغن ومؤلف وممثل أمريكي، ولد في 14 فبراير 1990 بترنتون في الولايات المتحدة.

## أعمال

### أفلام
- (2014) هو يتبع

### مسلسلات
- الكاذبات الصغيرات الجميلات

## وصلات خارجية
- جيك ويري على موقع IMDb (الإنجليزية)
- جيك ويري على موقع ألو سيني (الفرنسية)
- جيك ويري على موقع ميوزك برينز (الإنجليزية)
- جيك ويري على موقع أول موفي (الإنجليزية)
- جيك ويري على موقع ديسكوغز (الإنجليزية)
- جيك ويري على موقع قاعدة بيانات الفيلم (الإنجليزية)
- جيك ويري على موقع كينوبويسك (الروسية)